# Джессі Кінг
Джессі Меріон Кінг (англ. Jessie Marion King; 20 березня 1875, Бірсден, Шотландія — 3 серпня 1949, Керкубрі) — шотландська ілюстраторка дитячих книг. Крім того, розробляла екслібриси, ювелірні вироби та тканини, а також розписувала кераміку. Була однією з художниць, знаних як «Дівчата з Глазго». 1927 року в газеті «Aberdeen Press and Journal» її назвали «піонеркою батика у Великій Британії».

## Біографія
Народилася в маєтку в парафії Нью-Кілпатрік у Бірсдені, графство Данбартоншир, поблизу Глазго, у сім'ї служителя Церкви Шотландії Джеймса Воттерса Кінга та Мері Енн Андерсон. Вона здобула сувору релігійну освіту та не сподівалась на кар'єру художниці. У шкільні роки ховала малюнки, боячись, що мама їх порве. Економка сім'ї, Мері Макнаб, мала вирішальний вплив на формування сім'ї, і Кінг вважав її своєю другою мамою. У підлітковому віці Кінг пережила релігійний досвід в Аргайлі, заснувши на схилі пагорба, відчула дотик фей, в існування яких вона й далі вірила.
1891 року вступила до коледжу королеви Маргарет (Глазго) на вчителя мистецтва. 1892 року вступила до школи мистецтв Глазго. У студентські роки отримала низку нагород, зокрема свою першу срібну медаль на Національному конкурсі у Південному Кенсінгтоні (1898).

## Кар'єра

Ілюстрація Джессі М. Кінг з різдвяного додатку до журналу «Студія» від 15 грудня 1913 року.

1899 року стала викладачем з оздоблення та дизайну книг у Школі мистецтв Глазго. Вона викладала до свого одруження 1908 року з художником Е. А. Тейлором та всупереч традиції залишила своє дошлюбне прізвище.
На Кінг вплинув модерн того періоду, а її роботи за настроєм відповідають роботам «Глазгівської четвірки». Попри вплив модерну, вона надихалася на створення унікальних дизайнів, де не буквально зображувала реальний світ. «Я не копіювала дизайни, — сказала вона, — а наполягала на тому, щоб малювати з голови». У ранній період вона створювала детальні ілюстрації ручкою і чорнилом на велені.
На початку кар'єри Кінг переважно займалася ілюстраціями, але також писала книги та займалася дизайном ювелірних виробів. Її перші опубліковані дизайни, і деякі вважають їх найкращими, були обкладинки книг, виданих видавництвом Globus Verlag у Берліні у 1899—1902 роках. Видавництво було дочірнім підприємством великого берлінського універмагу Wertheim's. Видавець Георг Вертгайм замовив їй розробку «низки виробів у „новому шотландському стилі“». У 1907—1924 роках вона проілюструвала понад 20 книг, виданих единбурзькою фірмою TN Foulis. Загалом вона проілюструвала, написала, прикрасила або оформила обкладинки понад 100 книг й інших видань.
1902 року Кінг здійснила гранд-тур Німеччиною та Італією, на яку вплинули роботи Боттічеллі. Того ж року її палітурка для «L'Evangile de L'Enfance» отримала золоту медаль на Міжнародній виставці сучасного декоративного мистецтва, що проходила в Турині. Супровідний сертифікат виписаний на ім'я «Сеньйор Джессі Меріон Кінг», оскільки для жінок діяли обмеження. Кінг стала членкою комітету Товариства художників Глазго (1903) та членом Товариства художниць Глазго (1905). Найбільший розквіт у своїй карʼєрі у стилі модерн продемонструвала на своїх перших виставках у галереї Аннана в Глазго (1907) та галереї Брутон-стріт у Лондоні (1905).
1908 року зі своїм чоловіком переїхала до Солфорда, де 1909 року народилася їхня єдина дитина, дочка Мерл Елспет (1909—1985); економка сім'ї, Мері Макнаб, не залишила родину і це дозволило Кінг і далі працювати. Медовий місяць пара провела на острові Арран, де пізніше вони орендували котеджі у Хай-Коррі для своєї літньої школи живопису. 1910 року вони переїхали до Парижа, де Тейлор отримав посаду професора в студії Ернеста Персіваля Тюдор-Гарта. 1911 року пара відкрила школу-ательє Шейлінга в Парижі. У цей період Кінг познайомилася з новими кольорами, запровадженими Леоном Бакстом у його костюмах і декораціях для «Російських сезонів» Дягілєва, а її роботи в Парижі вплинули на появу ар-деко. 1915 року Кінг і Тейлор переїхали до Керкубрі та працювали там до її смерті.
Кінг займалася також розписом кераміки та працювала з батиком«Scots Women Artists». Aberdeen Press and Journal. 24 October 1927. Retrieved 19 January 2023.</ref>. 1924 року вона опублікувала брошуру про батик «Як Попелюшка змогла потрапити на бал», яку сама написала та проілюструвала.
Кінг померла у себе вдома в Керкубрі 3 серпня 1949 року від серцевого нападу. Її кремували, а прах розвіяли в Мінарді, Аргайл, біля церкви, де поховали Мері Макнаб.
| - Екслібрис Джессі М. Кінг 1907 року для Чарльза Д. Едвардса на японському велені. - Будинок Джессі Меріон Кінг, Гай-стріт, Керкубрі. - Напис над бічними дверима. - До котеджів художників можна було дістатися бічним проходом. - Дизайн дверного отвору в стилі модерн. |